# Pseudophyllodromia
Pseudophyllodromia är ett släkte av kackerlackor. Pseudophyllodromia ingår i familjen småkackerlackor.
Kladogram enligt Catalogue of Life:
| Pseudophyllodromia | \| \| Pseudophyllodromia aronsoni \| \| \| \| \| \| Pseudophyllodromia lata \| \| \| \| \| \| Pseudophyllodromia laticaput \| \| \| \| \| \| Pseudophyllodromia laticeps \| \| \| \| \| \| Pseudophyllodromia mentawiensis \| \| \| \| \| \| Pseudophyllodromia ornata \| \| \| \| \| \| Pseudophyllodromia poiensis \| \| \| \| \| \| Pseudophyllodromia simalurensis \| \| \| \| |
|                    | \| \| Pseudophyllodromia aronsoni \| \| \| \| \| \| Pseudophyllodromia lata \| \| \| \| \| \| Pseudophyllodromia laticaput \| \| \| \| \| \| Pseudophyllodromia laticeps \| \| \| \| \| \| Pseudophyllodromia mentawiensis \| \| \| \| \| \| Pseudophyllodromia ornata \| \| \| \| \| \| Pseudophyllodromia poiensis \| \| \| \| \| \| Pseudophyllodromia simalurensis \| \| \| \| |
|                    | Pseudophyllodromia aronsoni |
|                    | |
|                    | Pseudophyllodromia lata |
|                    | |
|                    | Pseudophyllodromia laticaput |
|                    | |
|                    | Pseudophyllodromia laticeps |
|                    | |
|                    | Pseudophyllodromia mentawiensis |
|                    | |
|                    | Pseudophyllodromia ornata |
|                    | |
|                    | Pseudophyllodromia poiensis |
|                    | |
|                    | Pseudophyllodromia simalurensis |
|                    | |